# Liste des planètes mineures non numérotées découvertes en mai 2019
Pour un article plus général, voir Liste des planètes mineures non numérotées découvertes en 2019.
Pour un article plus général, voir Liste des planètes mineures.
Cet article dresse la liste des planètes mineures (astéroïdes, centaures, objets transneptuniens et assimilés) non numérotées découvertes en mai 2019 dans l'ordre de leur découverte.
Au 15 janvier 2025, 661 077 des 1 434 993 planètes mineures répertoriées par le Centre des planètes mineures ne sont pas encore numérotées, soit 46,07 %.

## Rappel concernant la désignation provisoire
La désignation provisoire indique l'ordre de découverte de ces objets. En effet, cette désignation est composée de l'année de découverte (par exemple 2019) suivie de la quinzaine (demi-mois) de découverte (p.e. A = 1-15 janvier) puis de l'ordre de découverte dans cette quinzaine. Cet ordre est indiqué par une lettre et éventuellement un chiffre comme suit : A pour la première découverte, B pour la deuxième, ..., Z pour la 25e (le I n'est pas utilisé pour éviter la confusion avec 1), A1 pour la 26e, B1 pour la 27e, etc. , Z1 pour la 50e, A2 pour la 51e, B2 pour la 52e, etc. L'ordre de la numérotation ne suit donc pas l'ordre alphanumérique. 2019 AA1 suit ainsi 2019 AZ et précède 2019 AB1.

## Liste

### Du1erau 15 mai 2019
- 2019 JA
- 2019 JB
- 2019 JE
- 2019 JF
- 2019 JG
- 2019 JH
- 2019 JJ
- 2019 JK
- 2019 JL
- 2019 JM
- 2019 JP
- 2019 JQ
- 2019 JR
- 2019 JU
- 2019 JW
- 2019 JZ
- 2019 JA1
- 2019 JB1
- 2019 JC1
- 2019 JD1
- 2019 JE1
- 2019 JF1
- 2019 JG1
- 2019 JH1
- 2019 JJ1
- 2019 JK1
- 2019 JL1
- 2019 JM1
- 2019 JN1
- 2019 JO1
- 2019 JP1
- 2019 JQ1
- 2019 JR1
- 2019 JS1
- 2019 JT1
- 2019 JU1
- 2019 JV1
- 2019 JW1
- 2019 JX1
- 2019 JY1
- 2019 JA2
- 2019 JB2
- 2019 JD2
- 2019 JE2
- 2019 JF2
- 2019 JG2
- 2019 JH2
- 2019 JJ2
- 2019 JM2
- 2019 JN2
- 2019 JO2
- 2019 JP2
- 2019 JQ2
- 2019 JR2
- 2019 JS2
- 2019 JT2
- 2019 JU2
- 2019 JV2
- 2019 JW2
- 2019 JX2
- 2019 JY2
- 2019 JZ2
- 2019 JA3
- 2019 JB3
- 2019 JC3
- 2019 JD3
- 2019 JE3
- 2019 JG3
- 2019 JH3
- 2019 JJ3
- 2019 JK3
- 2019 JL3
- 2019 JM3
- 2019 JN3
- 2019 JO3
- 2019 JP3
- 2019 JR3
- 2019 JT3
- 2019 JV3
- 2019 JW3
- 2019 JX3
- 2019 JB4
- 2019 JD4
- 2019 JF4
- 2019 JG4
- 2019 JJ4
- 2019 JK4
- 2019 JL4
- 2019 JM4
- 2019 JN4
- 2019 JR4
- 2019 JS4
- 2019 JT4
- 2019 JU4
- 2019 JX4
- 2019 JY4
- 2019 JZ4
- 2019 JA5
- 2019 JB5
- 2019 JC5
- 2019 JD5
- 2019 JE5
- 2019 JF5
- 2019 JG5
- 2019 JH5
- 2019 JJ5
- 2019 JK5
- 2019 JL5
- 2019 JM5
- 2019 JN5
- 2019 JO5
- 2019 JP5
- 2019 JQ5
- 2019 JR5
- 2019 JS5
- 2019 JT5
- 2019 JU5
- 2019 JV5
- 2019 JW5
- 2019 JX5
- 2019 JY5
- 2019 JA6
- 2019 JD6
- 2019 JE6
- 2019 JF6
- 2019 JG6
- 2019 JH6
- 2019 JJ6
- 2019 JK6
- 2019 JL6
- 2019 JM6
- 2019 JN6
- 2019 JP6
- 2019 JQ6
- 2019 JS6
- 2019 JT6
- 2019 JW6
- 2019 JX6
- 2019 JY6
- 2019 JZ6
- 2019 JA7
- 2019 JB7
- 2019 JC7
- 2019 JD7
- 2019 JE7
- 2019 JF7
- 2019 JG7
- 2019 JH7
- 2019 JJ7
- 2019 JK7
- 2019 JN7
- 2019 JO7
- 2019 JP7
- 2019 JQ7
- 2019 JR7
- 2019 JS7
- 2019 JT7
- 2019 JU7
- 2019 JV7
- 2019 JW7
- 2019 JX7
- 2019 JY7
- 2019 JZ7
- 2019 JA8
- 2019 JB8
- 2019 JC8
- 2019 JD8
- 2019 JE8
- 2019 JF8
- 2019 JG8
- 2019 JH8
- 2019 JJ8
- 2019 JK8
- 2019 JM8
- 2019 JQ8
- 2019 JS8
- 2019 JT8
- 2019 JU8
- 2019 JV8
- 2019 JY8
- 2019 JC9
- 2019 JE9
- 2019 JL9
- 2019 JM9
- 2019 JP9
- 2019 JT9
- 2019 JU9
- 2019 JV9
- 2019 JW9
- 2019 JE10
- 2019 JG10
- 2019 JK10
- 2019 JO10
- 2019 JP10
- 2019 JR10
- 2019 JU10
- 2019 JV10
- 2019 JX10
- 2019 JD11
- 2019 JL11
- 2019 JQ11
- 2019 JT11
- 2019 JB12
- 2019 JC12
- 2019 JF12
- 2019 JN12
- 2019 JP12
- 2019 JS12
- 2019 JT12
- 2019 JA13
- 2019 JE13
- 2019 JG13
- 2019 JH13
- 2019 JJ13
- 2019 JK13
- 2019 JL13
- 2019 JN13
- 2019 JT13
- 2019 JW13
- 2019 JY13
- 2019 JZ13
- 2019 JE14
- 2019 JF14
- 2019 JM14
- 2019 JN14
- 2019 JO14
- 2019 JR14
- 2019 JS14
- 2019 JT14
- 2019 JU14
- 2019 JV14
- 2019 JW14
- 2019 JD15
- 2019 JF15
- 2019 JM15
- 2019 JO15
- 2019 JP15
- 2019 JQ15
- 2019 JR15
- 2019 JW15
- 2019 JX15
- 2019 JY15
- 2019 JA16
- 2019 JB16
- 2019 JC16
- 2019 JD16
- 2019 JF16
- 2019 JH16
- 2019 JN16
- 2019 JO16
- 2019 JS16
- 2019 JX16
- 2019 JB17
- 2019 JE17
- 2019 JH17
- 2019 JJ17
- 2019 JO17
- 2019 JS17
- 2019 JU17
- 2019 JV17
- 2019 JY17
- 2019 JZ17
- 2019 JB18
- 2019 JF18
- 2019 JJ18
- 2019 JL18
- 2019 JN18
- 2019 JQ18
- 2019 JR18
- 2019 JU18
- 2019 JW18
- 2019 JY18
- 2019 JC19
- 2019 JD19
- 2019 JG19
- 2019 JH19
- 2019 JL19
- 2019 JM19
- 2019 JR19
- 2019 JV19
- 2019 JW19
- 2019 JD20
- 2019 JL20
- 2019 JM20
- 2019 JN20
- 2019 JQ20
- 2019 JR20
- 2019 JX20
- 2019 JY20
- 2019 JA21
- 2019 JB21
- 2019 JD21
- 2019 JE21
- 2019 JF21
- 2019 JP21
- 2019 JV21
- 2019 JX21
- 2019 JC22
- 2019 JE22
- 2019 JF22
- 2019 JN22
- 2019 JQ22
- 2019 JT22
- 2019 JU22
- 2019 JV22
- 2019 JW22
- 2019 JA23
- 2019 JF23
- 2019 JG23
- 2019 JH23
- 2019 JK23
- 2019 JL23
- 2019 JO23
- 2019 JS23
- 2019 JW23
- 2019 JX23
- 2019 JZ23
- 2019 JA24
- 2019 JB24
- 2019 JH24
- 2019 JL24
- 2019 JN24
- 2019 JO24
- 2019 JP24
- 2019 JT24
- 2019 JV24
- 2019 JW24
- 2019 JZ24
- 2019 JA25
- 2019 JB25
- 2019 JC25
- 2019 JD25
- 2019 JF25
- 2019 JK25
- 2019 JN25
- 2019 JO25
- 2019 JQ25
- 2019 JS25
- 2019 JT25
- 2019 JY25
- 2019 JZ25
- 2019 JD26
- 2019 JE26
- 2019 JF26
- 2019 JG26
- 2019 JL26
- 2019 JN26
- 2019 JO26
- 2019 JQ26
- 2019 JR26
- 2019 JV26
- 2019 JW26
- 2019 JX26
- 2019 JY26
- 2019 JD27
- 2019 JE27
- 2019 JG27
- 2019 JH27
- 2019 JK27
- 2019 JL27
- 2019 JN27
- 2019 JQ27
- 2019 JT27
- 2019 JU27
- 2019 JV27
- 2019 JW27
- 2019 JA28
- 2019 JC28
- 2019 JD28
- 2019 JE28
- 2019 JG28
- 2019 JJ28
- 2019 JM28
- 2019 JQ28
- 2019 JR28
- 2019 JS28
- 2019 JT28
- 2019 JU28
- 2019 JX28
- 2019 JY28
- 2019 JC29
- 2019 JD29
- 2019 JF29
- 2019 JG29
- 2019 JH29
- 2019 JJ29
- 2019 JL29
- 2019 JO29
- 2019 JQ29
- 2019 JA30
- 2019 JB30
- 2019 JC30
- 2019 JK30
- 2019 JN30
- 2019 JP30
- 2019 JQ30
- 2019 JR30
- 2019 JU30
- 2019 JY30
- 2019 JZ30
- 2019 JA31
- 2019 JD31
- 2019 JE31
- 2019 JG31
- 2019 JT31
- 2019 JU31
- 2019 JX31
- 2019 JZ31
- 2019 JC32
- 2019 JH32
- 2019 JU32
- 2019 JV32
- 2019 JD33
- 2019 JH33
- 2019 JN33
- 2019 JO33
- 2019 JU33
- 2019 JW33
- 2019 JZ33
- 2019 JA34
- 2019 JD34
- 2019 JF34
- 2019 JN34
- 2019 JQ34
- 2019 JS34
- 2019 JV34
- 2019 JX34
- 2019 JY34
- 2019 JB35
- 2019 JE35
- 2019 JM35
- 2019 JO35
- 2019 JU35
- 2019 JY35
- 2019 JA36
- 2019 JC36
- 2019 JE36
- 2019 JF36
- 2019 JP36
- 2019 JR36
- 2019 JS36
- 2019 JT36
- 2019 JU36
- 2019 JY36
- 2019 JD37
- 2019 JE37
- 2019 JF37
- 2019 JG37
- 2019 JH37
- 2019 JT37
- 2019 JA38
- 2019 JB38
- 2019 JD38
- 2019 JM38
- 2019 JP38
- 2019 JQ38
- 2019 JR38
- 2019 JS38
- 2019 JT38
- 2019 JW38
- 2019 JA39
- 2019 JC39
- 2019 JE39
- 2019 JH39
- 2019 JL39
- 2019 JM39
- 2019 JP39
- 2019 JR39
- 2019 JS39
- 2019 JT39
- 2019 JZ39
- 2019 JE40
- 2019 JJ40
- 2019 JK40
- 2019 JM40
- 2019 JO40
- 2019 JQ40
- 2019 JT40
- 2019 JU40
- 2019 JW40
- 2019 JZ40
- 2019 JA41
- 2019 JC41
- 2019 JF41
- 2019 JG41
- 2019 JJ41
- 2019 JP41
- 2019 JT41
- 2019 JW41
- 2019 JY41
- 2019 JB42
- 2019 JC42
- 2019 JE42
- 2019 JL42
- 2019 JR42
- 2019 JT42
- 2019 JV42
- 2019 JW42
- 2019 JX42
- 2019 JY42
- 2019 JA43
- 2019 JC43
- 2019 JN43
- 2019 JO43
- 2019 JQ43
- 2019 JT43
- 2019 JU43
- 2019 JW43
- 2019 JX43
- 2019 JZ43
- 2019 JA44
- 2019 JB44
- 2019 JC44
- 2019 JD44
- 2019 JF44
- 2019 JL44
- 2019 JQ44
- 2019 JR44
- 2019 JS44
- 2019 JU44
- 2019 JV44
- 2019 JY44
- 2019 JF45
- 2019 JJ45
- 2019 JK45
- 2019 JL45
- 2019 JP45
- 2019 JT45
- 2019 JY45
- 2019 JF46
- 2019 JG46
- 2019 JK46
- 2019 JL46
- 2019 JQ46
- 2019 JS46
- 2019 JU46
- 2019 JX46
- 2019 JZ46
- 2019 JF47
- 2019 JG47
- 2019 JH47
- 2019 JJ47
- 2019 JK47
- 2019 JM47
- 2019 JN47
- 2019 JO47
- 2019 JQ47
- 2019 JR47
- 2019 JS47
- 2019 JT47
- 2019 JV47
- 2019 JW47
- 2019 JX47
- 2019 JY47
- 2019 JZ47
- 2019 JA48
- 2019 JB48
- 2019 JC48
- 2019 JD48
- 2019 JE48
- 2019 JF48
- 2019 JJ48
- 2019 JK48
- 2019 JL48
- 2019 JO48
- 2019 JP48
- 2019 JR48
- 2019 JS48
- 2019 JT48
- 2019 JU48
- 2019 JX48
- 2019 JZ48
- 2019 JA49
- 2019 JB49
- 2019 JC49
- 2019 JD49
- 2019 JE49
- 2019 JF49
- 2019 JG49
- 2019 JH49
- 2019 JJ49
- 2019 JK49
- 2019 JL49
- 2019 JM49
- 2019 JN49
- 2019 JO49
- 2019 JP49
- 2019 JR49
- 2019 JS49
- 2019 JT49
- 2019 JU49
- 2019 JV49
- 2019 JW49
- 2019 JX49
- 2019 JY49
- 2019 JZ49
- 2019 JA50
- 2019 JB50
- 2019 JD50
- 2019 JG50
- 2019 JH50
- 2019 JJ50
- 2019 JK50
- 2019 JL50
- 2019 JM50
- 2019 JO50
- 2019 JP50
- 2019 JQ50
- 2019 JR50
- 2019 JS50
- 2019 JT50
- 2019 JU50
- 2019 JV50
- 2019 JW50
- 2019 JX50
- 2019 JY50
- 2019 JZ50
- 2019 JA51
- 2019 JB51
- 2019 JC51
- 2019 JE51
- 2019 JF51
- 2019 JG51
- 2019 JH51
- 2019 JJ51
- 2019 JK51
- 2019 JN51
- 2019 JO51
- 2019 JP51
- 2019 JQ51
- 2019 JR51
- 2019 JS51
- 2019 JT51
- 2019 JU51
- 2019 JW51
- 2019 JX51
- 2019 JY51
- 2019 JZ51
- 2019 JB52
- 2019 JC52
- 2019 JD52
- 2019 JE52
- 2019 JF52
- 2019 JG52
- 2019 JH52
- 2019 JJ52
- 2019 JK52
- 2019 JM52
- 2019 JO52
- 2019 JP52
- 2019 JR52
- 2019 JS52
- 2019 JT52
- 2019 JU52
- 2019 JV52
- 2019 JW52
- 2019 JX52
- 2019 JY52
- 2019 JA53
- 2019 JB53
- 2019 JC53
- 2019 JD53
- 2019 JE53
- 2019 JG53
- 2019 JH53
- 2019 JK53
- 2019 JL53
- 2019 JN53
- 2019 JO53
- 2019 JQ53
- 2019 JR53
- 2019 JS53
- 2019 JT53
- 2019 JU53
- 2019 JV53
- 2019 JX53
- 2019 JY53
- 2019 JZ53
- 2019 JA54
- 2019 JB54
- 2019 JD54
- 2019 JE54
- 2019 JF54
- 2019 JH54
- 2019 JJ54
- 2019 JK54
- 2019 JL54
- 2019 JM54
- 2019 JN54
- 2019 JO54
- 2019 JP54
- 2019 JQ54
- 2019 JR54
- 2019 JS54
- 2019 JT54
- 2019 JU54
- 2019 JV54
- 2019 JW54
- 2019 JA55
- 2019 JB55
- 2019 JD55
- 2019 JF55
- 2019 JG55
- 2019 JH55
- 2019 JJ55
- 2019 JK55
- 2019 JL55
- 2019 JM55
- 2019 JN55
- 2019 JO55
- 2019 JP55
- 2019 JQ55
- 2019 JR55
- 2019 JS55
- 2019 JT55
- 2019 JU55
- 2019 JW55
- 2019 JZ55
- 2019 JA56
- 2019 JC56
- 2019 JD56
- 2019 JE56
- 2019 JF56
- 2019 JG56
- 2019 JH56
- 2019 JK56
- 2019 JL56
- 2019 JM56
- 2019 JO56
- 2019 JP56
- 2019 JQ56
- 2019 JR56
- 2019 JT56
- 2019 JU56
- 2019 JV56
- 2019 JW56
- 2019 JY56
- 2019 JZ56
- 2019 JA57
- 2019 JB57
- 2019 JC57
- 2019 JD57
- 2019 JE57
- 2019 JG57
- 2019 JH57
- 2019 JJ57
- 2019 JK57
- 2019 JL57
- 2019 JM57
- 2019 JN57
- 2019 JO57
- 2019 JP57
- 2019 JQ57
- 2019 JS57
- 2019 JU57
- 2019 JV57
- 2019 JW57
- 2019 JX57
- 2019 JY57
- 2019 JZ57
- 2019 JA58
- 2019 JB58
- 2019 JC58
- 2019 JD58
- 2019 JE58
- 2019 JF58
- 2019 JG58
- 2019 JH58
- 2019 JJ58
- 2019 JL58
- 2019 JM58
- 2019 JN58
- 2019 JP58
- 2019 JQ58
- 2019 JS58
- 2019 JT58
- 2019 JU58
- 2019 JV58
- 2019 JW58
- 2019 JY58
- 2019 JZ58
- 2019 JC59
- 2019 JD59
- 2019 JE59
- 2019 JF59
- 2019 JG59
- 2019 JH59
- 2019 JJ59
- 2019 JK59
- 2019 JL59
- 2019 JM59
- 2019 JN59
- 2019 JO59
- 2019 JP59
- 2019 JQ59
- 2019 JR59
- 2019 JS59
- 2019 JT59
- 2019 JU59
- 2019 JV59
- 2019 JW59
- 2019 JY59
- 2019 JZ59
- 2019 JB60
- 2019 JC60
- 2019 JD60
- 2019 JE60
- 2019 JF60
- 2019 JJ60
- 2019 JL60
- 2019 JM60
- 2019 JN60
- 2019 JO60
- 2019 JP60
- 2019 JQ60
- 2019 JR60
- 2019 JS60
- 2019 JT60
- 2019 JU60
- 2019 JV60
- 2019 JX60
- 2019 JZ60
- 2019 JA61
- 2019 JB61
- 2019 JC61
- 2019 JD61
- 2019 JE61
- 2019 JF61
- 2019 JH61
- 2019 JJ61
- 2019 JL61
- 2019 JM61
- 2019 JO61
- 2019 JP61
- 2019 JR61
- 2019 JT61
- 2019 JU61
- 2019 JV61
- 2019 JE62
- 2019 JM62
- 2019 JV62
- 2019 JY62
- 2019 JZ62
- 2019 JA63
- 2019 JB63
- 2019 JC63
- 2019 JJ63
- 2019 JK63
- 2019 JM63
- 2019 JP63
- 2019 JR63
- 2019 JS63
- 2019 JU63
- 2019 JX63
- 2019 JA64
- 2019 JB64
- 2019 JC64
- 2019 JD64
- 2019 JE64
- 2019 JF64
- 2019 JG64
- 2019 JJ64
- 2019 JK64
- 2019 JL64
- 2019 JN64
- 2019 JO64
- 2019 JP64
- 2019 JS64
- 2019 JT64
- 2019 JU64
- 2019 JV64
- 2019 JW64
- 2019 JY64
- 2019 JZ64
- 2019 JA65
- 2019 JB65
- 2019 JC65
- 2019 JE65
- 2019 JG65
- 2019 JK65
- 2019 JL65
- 2019 JM65
- 2019 JO65
- 2019 JQ65
- 2019 JR65
- 2019 JS65
- 2019 JU65
- 2019 JV65
- 2019 JW65
- 2019 JY65
- 2019 JZ65
- 2019 JB66
- 2019 JC66
- 2019 JD66
- 2019 JE66
- 2019 JF66
- 2019 JG66
- 2019 JJ66
- 2019 JK66
- 2019 JL66
- 2019 JM66
- 2019 JN66
- 2019 JP66
- 2019 JR66
- 2019 JV66
- 2019 JW66
- 2019 JY66
- 2019 JZ66
- 2019 JA67
- 2019 JB67
- 2019 JE67
- 2019 JF67
- 2019 JG67
- 2019 JH67
- 2019 JJ67
- 2019 JK67
- 2019 JL67
- 2019 JM67
- 2019 JN67
- 2019 JO67
- 2019 JP67
- 2019 JQ67
- 2019 JR67
- 2019 JS67
- 2019 JT67
- 2019 JU67
- 2019 JV67
- 2019 JW67
- 2019 JX67
- 2019 JY67
- 2019 JZ67
- 2019 JA68
- 2019 JC68
- 2019 JD68
- 2019 JE68
- 2019 JH68
- 2019 JK68
- 2019 JL68
- 2019 JN68
- 2019 JO68
- 2019 JP68
- 2019 JR68
- 2019 JS68
- 2019 JT68
- 2019 JU68
- 2019 JV68
- 2019 JB69
- 2019 JC69
- 2019 JD69
- 2019 JE69
- 2019 JG69
- 2019 JH69
- 2019 JJ69
- 2019 JK69
- 2019 JL69
- 2019 JP69
- 2019 JQ69
- 2019 JR69
- 2019 JS69
- 2019 JU69
- 2019 JV69
- 2019 JW69
- 2019 JZ69
- 2019 JA70
- 2019 JB70
- 2019 JD70
- 2019 JE70
- 2019 JH70
- 2019 JJ70
- 2019 JL70
- 2019 JM70
- 2019 JN70
- 2019 JO70
- 2019 JP70
- 2019 JQ70
- 2019 JT70
- 2019 JU70
- 2019 JV70
- 2019 JW70
- 2019 JX70
- 2019 JY70
- 2019 JZ70
- 2019 JA71
- 2019 JB71
- 2019 JC71
- 2019 JD71
- 2019 JE71
- 2019 JG71
- 2019 JH71
- 2019 JJ71
- 2019 JK71
- 2019 JL71
- 2019 JM71
- 2019 JN71
- 2019 JO71
- 2019 JP71
- 2019 JQ71
- 2019 JR71
- 2019 JS71
- 2019 JU71
- 2019 JV71
- 2019 JW71
- 2019 JZ71
- 2019 JA72
- 2019 JC72
- 2019 JD72
- 2019 JF72
- 2019 JH72
- 2019 JJ72
- 2019 JK72
- 2019 JM72
- 2019 JN72
- 2019 JO72
- 2019 JQ72
- 2019 JR72
- 2019 JU72
- 2019 JV72
- 2019 JW72
- 2019 JX72
- 2019 JY72
- 2019 JZ72
- 2019 JA73
- 2019 JB73
- 2019 JC73
- 2019 JD73
- 2019 JF73
- 2019 JG73
- 2019 JJ73
- 2019 JL73
- 2019 JM73
- 2019 JN73
- 2019 JO73
- 2019 JP73
- 2019 JQ73
- 2019 JR73
- 2019 JS73
- 2019 JT73
- 2019 JU73
- 2019 JW73
- 2019 JX73
- 2019 JY73
- 2019 JZ73
- 2019 JA74
- 2019 JB74
- 2019 JC74
- 2019 JD74
- 2019 JE74
- 2019 JF74
- 2019 JG74
- 2019 JH74
- 2019 JJ74
- 2019 JK74
- 2019 JM74
- 2019 JN74
- 2019 JO74
- 2019 JP74
- 2019 JR74
- 2019 JS74
- 2019 JT74
- 2019 JU74
- 2019 JV74
- 2019 JW74
- 2019 JX74
- 2019 JY74
- 2019 JZ74
- 2019 JB75
- 2019 JC75
- 2019 JG75
- 2019 JJ75
- 2019 JK75
- 2019 JM75
- 2019 JN75
- 2019 JO75
- 2019 JP75
- 2019 JQ75
- 2019 JR75
- 2019 JS75
- 2019 JT75
- 2019 JV75
- 2019 JW75
- 2019 JX75
- 2019 JZ75
- 2019 JA76
- 2019 JC76
- 2019 JD76
- 2019 JE76
- 2019 JG76
- 2019 JK76
- 2019 JL76
- 2019 JM76
- 2019 JO76
- 2019 JP76
- 2019 JQ76
- 2019 JS76
- 2019 JT76
- 2019 JU76
- 2019 JV76
- 2019 JW76
- 2019 JX76
- 2019 JZ76
- 2019 JA77
- 2019 JB77
- 2019 JD77
- 2019 JE77
- 2019 JF77
- 2019 JG77
- 2019 JJ77
- 2019 JK77
- 2019 JL77
- 2019 JM77
- 2019 JN77
- 2019 JO77
- 2019 JP77
- 2019 JQ77
- 2019 JR77
- 2019 JT77
- 2019 JU77
- 2019 JV77
- 2019 JX77
- 2019 JY77
- 2019 JZ77
- 2019 JA78
- 2019 JB78
- 2019 JC78
- 2019 JD78
- 2019 JE78
- 2019 JF78
- 2019 JG78
- 2019 JH78
- 2019 JJ78
- 2019 JK78
- 2019 JL78
- 2019 JM78
- 2019 JN78
- 2019 JO78
- 2019 JP78
- 2019 JQ78
- 2019 JR78
- 2019 JS78
- 2019 JT78
- 2019 JU78
- 2019 JV78
- 2019 JW78
- 2019 JX78
- 2019 JY78
- 2019 JZ78
- 2019 JA79
- 2019 JB79
- 2019 JC79
- 2019 JD79
- 2019 JE79
- 2019 JF79
- 2019 JG79
- 2019 JH79
- 2019 JJ79
- 2019 JK79
- 2019 JL79
- 2019 JM79
- 2019 JN79
- 2019 JO79
- 2019 JP79
- 2019 JQ79
- 2019 JR79
- 2019 JU79
- 2019 JV79
- 2019 JW79
- 2019 JX79
- 2019 JY79
- 2019 JA80
- 2019 JB80
- 2019 JC80
- 2019 JD80
- 2019 JE80
- 2019 JF80
- 2019 JG80
- 2019 JH80
- 2019 JJ80
- 2019 JK80
- 2019 JL80
- 2019 JM80
- 2019 JO80
- 2019 JP80
- 2019 JQ80
- 2019 JR80
- 2019 JT80
- 2019 JU80
- 2019 JV80
- 2019 JW80
- 2019 JX80
- 2019 JY80
- 2019 JZ80
- 2019 JA81
- 2019 JB81
- 2019 JD81
- 2019 JE81
- 2019 JF81
- 2019 JG81
- 2019 JH81
- 2019 JK81
- 2019 JL81
- 2019 JM81
- 2019 JN81
- 2019 JO81
- 2019 JP81
- 2019 JS81
- 2019 JT81
- 2019 JV81
- 2019 JW81
- 2019 JX81
- 2019 JY81
- 2019 JZ81
- 2019 JA82
- 2019 JB82
- 2019 JC82
- 2019 JD82
- 2019 JE82
- 2019 JF82
- 2019 JG82
- 2019 JH82
- 2019 JJ82
- 2019 JK82
- 2019 JL82
- 2019 JM82
- 2019 JN82
- 2019 JO82
- 2019 JP82
- 2019 JR82
- 2019 JS82
- 2019 JT82
- 2019 JV82
- 2019 JW82
- 2019 JX82
- 2019 JY82
- 2019 JA83
- 2019 JC83
- 2019 JD83
- 2019 JF83
- 2019 JG83
- 2019 JH83
- 2019 JJ83
- 2019 JK83
- 2019 JL83
- 2019 JM83
- 2019 JN83
- 2019 JO83
- 2019 JP83
- 2019 JQ83
- 2019 JR83
- 2019 JS83
- 2019 JV83
- 2019 JW83
- 2019 JX83
- 2019 JY83
- 2019 JZ83
- 2019 JA84
- 2019 JB84
- 2019 JD84
- 2019 JE84
- 2019 JF84
- 2019 JG84
- 2019 JH84
- 2019 JJ84
- 2019 JN84
- 2019 JO84
- 2019 JP84
- 2019 JQ84
- 2019 JR84
- 2019 JS84
- 2019 JT84
- 2019 JU84
- 2019 JV84
- 2019 JW84
- 2019 JX84
- 2019 JY84
- 2019 JZ84
- 2019 JA85
- 2019 JB85
- 2019 JC85
- 2019 JD85
- 2019 JE85
- 2019 JF85
- 2019 JG85
- 2019 JJ85
- 2019 JK85
- 2019 JM85
- 2019 JN85
- 2019 JO85
- 2019 JP85
- 2019 JQ85
- 2019 JR85
- 2019 JS85
- 2019 JT85
- 2019 JU85
- 2019 JV85
- 2019 JW85
- 2019 JX85
- 2019 JY85
- 2019 JZ85
- 2019 JA86
- 2019 JC86
- 2019 JD86
- 2019 JE86
- 2019 JF86
- 2019 JH86
- 2019 JJ86
- 2019 JK86
- 2019 JL86
- 2019 JM86
- 2019 JN86
- 2019 JO86
- 2019 JP86
- 2019 JQ86
- 2019 JR86
- 2019 JS86
- 2019 JT86
- 2019 JU86
- 2019 JV86
- 2019 JW86
- 2019 JX86
- 2019 JY86
- 2019 JZ86
- 2019 JA87
- 2019 JB87
- 2019 JC87
- 2019 JD87
- 2019 JE87
- 2019 JG87
- 2019 JH87
- 2019 JJ87
- 2019 JK87
- 2019 JL87
- 2019 JM87
- 2019 JN87
- 2019 JO87
- 2019 JP87
- 2019 JQ87
- 2019 JR87
- 2019 JS87
- 2019 JT87
- 2019 JU87
- 2019 JV87
- 2019 JX87
- 2019 JY87
- 2019 JZ87
- 2019 JA88
- 2019 JB88
- 2019 JC88
- 2019 JE88
- 2019 JF88
- 2019 JG88
- 2019 JH88
- 2019 JJ88
- 2019 JK88
- 2019 JL88
- 2019 JM88
- 2019 JN88
- 2019 JO88
- 2019 JP88
- 2019 JQ88
- 2019 JR88
- 2019 JS88
- 2019 JT88
- 2019 JU88
- 2019 JV88
- 2019 JW88
- 2019 JX88
- 2019 JY88
- 2019 JZ88
- 2019 JA89
- 2019 JB89
- 2019 JC89
- 2019 JD89
- 2019 JE89
- 2019 JF89
- 2019 JG89
- 2019 JH89
- 2019 JJ89
- 2019 JK89
- 2019 JL89
- 2019 JM89
- 2019 JN89
- 2019 JO89
- 2019 JP89
- 2019 JQ89
- 2019 JR89
- 2019 JS89
- 2019 JT89
- 2019 JU89
- 2019 JV89
- 2019 JW89
- 2019 JX89
- 2019 JY89
- 2019 JZ89
- 2019 JA90
- 2019 JB90
- 2019 JC90
- 2019 JD90
- 2019 JE90
- 2019 JF90
- 2019 JG90
- 2019 JH90
- 2019 JJ90
- 2019 JK90
- 2019 JL90
- 2019 JM90
- 2019 JO90
- 2019 JQ90
- 2019 JR90
- 2019 JS90
- 2019 JT90
- 2019 JU90
- 2019 JV90
- 2019 JW90
- 2019 JX90
- 2019 JY90
- 2019 JZ90
- 2019 JA91
- 2019 JB91
- 2019 JD91
- 2019 JE91
- 2019 JF91
- 2019 JG91
- 2019 JH91
- 2019 JJ91
- 2019 JK91
- 2019 JL91
- 2019 JM91
- 2019 JN91
- 2019 JO91
- 2019 JP91
- 2019 JQ91
- 2019 JR91
- 2019 JS91
- 2019 JT91
- 2019 JU91
- 2019 JV91
- 2019 JW91
- 2019 JX91
- 2019 JY91
- 2019 JZ91
- 2019 JA92
- 2019 JB92
- 2019 JC92
- 2019 JD92
- 2019 JF92
- 2019 JG92
- 2019 JJ92
- 2019 JK92
- 2019 JL92
- 2019 JM92
- 2019 JN92
- 2019 JO92
- 2019 JP92
- 2019 JQ92
- 2019 JR92
- 2019 JS92
- 2019 JT92
- 2019 JU92
- 2019 JV92
- 2019 JW92
- 2019 JX92
- 2019 JY92
- 2019 JZ92
- 2019 JA93
- 2019 JB93
- 2019 JC93
- 2019 JD93
- 2019 JE93
- 2019 JF93
- 2019 JG93
- 2019 JH93
- 2019 JJ93
- 2019 JK93
- 2019 JL93
- 2019 JM93
- 2019 JN93
- 2019 JP93
- 2019 JQ93
- 2019 JR93
- 2019 JS93
- 2019 JT93
- 2019 JU93
- 2019 JV93
- 2019 JW93
- 2019 JX93
- 2019 JY93
- 2019 JZ93
- 2019 JA94
- 2019 JB94
- 2019 JC94
- 2019 JD94
- 2019 JF94
- 2019 JG94
- 2019 JH94
- 2019 JJ94
- 2019 JK94
- 2019 JL94
- 2019 JM94
- 2019 JN94
- 2019 JP94
- 2019 JQ94
- 2019 JR94
- 2019 JS94
- 2019 JT94
- 2019 JU94
- 2019 JV94
- 2019 JW94
- 2019 JX94
- 2019 JY94
- 2019 JZ94
- 2019 JA95
- 2019 JB95
- 2019 JC95
- 2019 JD95
- 2019 JE95
- 2019 JF95
- 2019 JG95
- 2019 JH95
- 2019 JJ95
- 2019 JK95
- 2019 JL95
- 2019 JM95
- 2019 JN95
- 2019 JO95
- 2019 JP95
- 2019 JQ95
- 2019 JR95
- 2019 JS95
- 2019 JT95
- 2019 JU95
- 2019 JV95
- 2019 JW95
- 2019 JX95
- 2019 JY95
- 2019 JZ95
- 2019 JA96
- 2019 JB96
- 2019 JC96
- 2019 JD96
- 2019 JE96
- 2019 JF96
- 2019 JG96
- 2019 JH96
- 2019 JJ96
- 2019 JK96
- 2019 JL96
- 2019 JM96
- 2019 JN96
- 2019 JO96
- 2019 JP96
- 2019 JQ96
- 2019 JR96
- 2019 JS96
- 2019 JT96
- 2019 JU96
- 2019 JV96
- 2019 JW96
- 2019 JY96
- 2019 JZ96
- 2019 JA97
- 2019 JB97
- 2019 JC97
- 2019 JD97
- 2019 JE97
- 2019 JF97
- 2019 JG97
- 2019 JH97
- 2019 JJ97
- 2019 JK97
- 2019 JL97
- 2019 JM97
- 2019 JN97
- 2019 JO97
- 2019 JP97
- 2019 JQ97
- 2019 JS97
- 2019 JT97
- 2019 JU97
- 2019 JV97
- 2019 JW97
- 2019 JX97
- 2019 JY97
- 2019 JZ97
- 2019 JA98
- 2019 JB98
- 2019 JC98
- 2019 JD98
- 2019 JE98
- 2019 JF98
- 2019 JG98
- 2019 JH98
- 2019 JJ98
- 2019 JK98
- 2019 JL98
- 2019 JM98
- 2019 JN98
- 2019 JO98
- 2019 JP98
- 2019 JQ98
- 2019 JR98
- 2019 JS98
- 2019 JT98
- 2019 JU98
- 2019 JV98
- 2019 JW98
- 2019 JX98
- 2019 JY98
- 2019 JZ98
- 2019 JA99
- 2019 JC99
- 2019 JD99
- 2019 JE99
- 2019 JF99
- 2019 JG99
- 2019 JH99
- 2019 JJ99
- 2019 JK99
- 2019 JL99
- 2019 JM99
- 2019 JN99
- 2019 JO99
- 2019 JP99
- 2019 JQ99
- 2019 JR99
- 2019 JS99
- 2019 JT99
- 2019 JU99
- 2019 JV99
- 2019 JW99
- 2019 JX99
- 2019 JY99
- 2019 JZ99
- 2019 JA100
- 2019 JB100
- 2019 JC100
- 2019 JD100
- 2019 JE100
- 2019 JF100
- 2019 JG100
- 2019 JH100
- 2019 JJ100
- 2019 JK100
- 2019 JM100
- 2019 JO100
- 2019 JQ100
- 2019 JR100
- 2019 JT100
- 2019 JV100
- 2019 JW100
- 2019 JX100
- 2019 JY100
- 2019 JZ100
- 2019 JA101
- 2019 JB101
- 2019 JC101
- 2019 JD101
- 2019 JE101
- 2019 JF101
- 2019 JG101
- 2019 JH101
- 2019 JJ101
- 2019 JK101
- 2019 JL101
- 2019 JM101
- 2019 JN101
- 2019 JO101
- 2019 JP101
- 2019 JR101
- 2019 JS101
- 2019 JT101
- 2019 JU101
- 2019 JW101
- 2019 JX101
- 2019 JY101
- 2019 JZ101
- 2019 JA102
- 2019 JC102
- 2019 JD102
- 2019 JE102
- 2019 JF102
- 2019 JG102
- 2019 JH102
- 2019 JJ102
- 2019 JK102
- 2019 JL102
- 2019 JM102
- 2019 JN102
- 2019 JO102
- 2019 JP102
- 2019 JS102
- 2019 JT102
- 2019 JU102
- 2019 JV102
- 2019 JW102
- 2019 JX102
- 2019 JY102
- 2019 JZ102
- 2019 JA103
- 2019 JB103
- 2019 JC103
- 2019 JD103
- 2019 JE103
- 2019 JF103
- 2019 JG103
- 2019 JJ103
- 2019 JK103
- 2019 JL103
- 2019 JM103
- 2019 JN103
- 2019 JO103
- 2019 JP103
- 2019 JQ103
- 2019 JR103
- 2019 JS103
- 2019 JT103
- 2019 JU103
- 2019 JW103
- 2019 JX103
- 2019 JY103
- 2019 JZ103
- 2019 JA104
- 2019 JC104
- 2019 JE104
- 2019 JG104
- 2019 JH104
- 2019 JJ104
- 2019 JK104
- 2019 JL104
- 2019 JM104
- 2019 JN104
- 2019 JO104
- 2019 JP104
- 2019 JQ104
- 2019 JR104
- 2019 JS104
- 2019 JT104
- 2019 JU104
- 2019 JV104
- 2019 JW104
- 2019 JX104
- 2019 JY104
- 2019 JZ104
- 2019 JA105
- 2019 JB105
- 2019 JC105
- 2019 JD105
- 2019 JE105
- 2019 JF105
- 2019 JG105
- 2019 JH105
- 2019 JJ105
- 2019 JK105
- 2019 JL105
- 2019 JM105
- 2019 JN105
- 2019 JO105
- 2019 JP105
- 2019 JQ105
- 2019 JR105
- 2019 JS105
- 2019 JT105
- 2019 JU105
- 2019 JV105
- 2019 JW105
- 2019 JX105
- 2019 JY105
- 2019 JZ105
- 2019 JA106
- 2019 JB106
- 2019 JC106
- 2019 JD106
- 2019 JE106
- 2019 JF106
- 2019 JG106
- 2019 JH106
- 2019 JJ106
- 2019 JK106
- 2019 JL106
- 2019 JN106
- 2019 JO106
- 2019 JQ106
- 2019 JR106
- 2019 JS106
- 2019 JT106
- 2019 JU106
- 2019 JV106
- 2019 JW106
- 2019 JX106
- 2019 JY106
- 2019 JA107
- 2019 JB107
- 2019 JC107
- 2019 JD107
- 2019 JF107
- 2019 JG107
- 2019 JJ107
- 2019 JK107
- 2019 JL107
- 2019 JM107
- 2019 JN107
- 2019 JO107
- 2019 JQ107
- 2019 JR107
- 2019 JS107
- 2019 JU107
- 2019 JW107
- 2019 JX107
- 2019 JY107
- 2019 JZ107
- 2019 JA108
- 2019 JC108
- 2019 JD108
- 2019 JH108
- 2019 JJ108
- 2019 JL108
- 2019 JO108
- 2019 JP108
- 2019 JQ108
- 2019 JR108
- 2019 JS108
- 2019 JT108
- 2019 JV108
- 2019 JW108
- 2019 JY108
- 2019 JZ108
- 2019 JA109
- 2019 JC109
- 2019 JD109
- 2019 JE109
- 2019 JF109
- 2019 JG109
- 2019 JH109
- 2019 JJ109
- 2019 JK109
- 2019 JL109
- 2019 JM109
- 2019 JN109
- 2019 JP109
- 2019 JQ109
- 2019 JT109
- 2019 JU109
- 2019 JV109
- 2019 JW109
- 2019 JX109
- 2019 JY109
- 2019 JA110
- 2019 JD110
- 2019 JE110
- 2019 JF110
- 2019 JG110
- 2019 JH110
- 2019 JJ110
- 2019 JK110
- 2019 JL110
- 2019 JM110
- 2019 JN110
- 2019 JO110
- 2019 JP110
- 2019 JQ110
- 2019 JR110
- 2019 JS110
- 2019 JT110
- 2019 JU110
- 2019 JV110
- 2019 JW110
- 2019 JX110
- 2019 JY110
- 2019 JA111
- 2019 JB111
- 2019 JC111
- 2019 JE111
- 2019 JF111
- 2019 JG111
- 2019 JH111
- 2019 JJ111
- 2019 JK111
- 2019 JL111
- 2019 JM111
- 2019 JN111
- 2019 JO111
- 2019 JP111
- 2019 JQ111
- 2019 JR111
- 2019 JT111
- 2019 JU111
- 2019 JV111
- 2019 JW111
- 2019 JX111
- 2019 JY111
- 2019 JZ111
- 2019 JA112
- 2019 JC112
- 2019 JD112
- 2019 JE112
- 2019 JF112
- 2019 JG112
- 2019 JH112
- 2019 JJ112
- 2019 JL112
- 2019 JM112
- 2019 JN112
- 2019 JO112
- 2019 JP112
- 2019 JQ112
- 2019 JS112
- 2019 JU112
- 2019 JV112
- 2019 JW112
- 2019 JX112
- 2019 JY112
- 2019 JZ112
- 2019 JA113
- 2019 JB113
- 2019 JC113
- 2019 JE113
- 2019 JF113
- 2019 JG113
- 2019 JH113
- 2019 JJ113
- 2019 JK113
- 2019 JL113
- 2019 JN113
- 2019 JO113
- 2019 JP113
- 2019 JR113
- 2019 JS113
- 2019 JT113
- 2019 JU113
- 2019 JV113
- 2019 JX113
- 2019 JY113
- 2019 JZ113
- 2019 JA114
- 2019 JC114
- 2019 JD114
- 2019 JE114
- 2019 JF114
- 2019 JG114
- 2019 JH114
- 2019 JK114
- 2019 JL114
- 2019 JM114
- 2019 JN114
- 2019 JO114
- 2019 JR114
- 2019 JS114
- 2019 JT114
- 2019 JU114
- 2019 JV114
- 2019 JW114
- 2019 JX114
- 2019 JY114
- 2019 JZ114
- 2019 JA115
- 2019 JC115
- 2019 JD115
- 2019 JE115
- 2019 JF115
- 2019 JG115
- 2019 JH115
- 2019 JJ115
- 2019 JK115
- 2019 JL115
- 2019 JM115
- 2019 JN115
- 2019 JO115
- 2019 JP115
- 2019 JQ115
- 2019 JR115
- 2019 JS115
- 2019 JT115
- 2019 JU115
- 2019 JV115
- 2019 JW115
- 2019 JX115
- 2019 JY115
- 2019 JZ115
- 2019 JA116
- 2019 JB116
- 2019 JC116
- 2019 JD116
- 2019 JE116
- 2019 JF116
- 2019 JG116
- 2019 JH116
- 2019 JK116
- 2019 JL116
- 2019 JM116
- 2019 JN116
- 2019 JO116
- 2019 JP116
- 2019 JQ116
- 2019 JR116
- 2019 JS116
- 2019 JT116
- 2019 JU116
- 2019 JV116
- 2019 JW116
- 2019 JX116
- 2019 JY116
- 2019 JZ116
- 2019 JA117
- 2019 JB117
- 2019 JD117
- 2019 JE117
- 2019 JF117
- 2019 JG117
- 2019 JH117
- 2019 JJ117
- 2019 JK117
- 2019 JL117
- 2019 JM117
- 2019 JN117
- 2019 JP117
- 2019 JQ117
- 2019 JR117
- 2019 JS117
- 2019 JT117
- 2019 JU117
- 2019 JV117
- 2019 JW117
- 2019 JX117
- 2019 JY117
- 2019 JZ117
- 2019 JA118
- 2019 JB118
- 2019 JC118
- 2019 JD118
- 2019 JE118
- 2019 JG118
- 2019 JH118
- 2019 JJ118
- 2019 JM118
- 2019 JN118
- 2019 JO118
- 2019 JP118
- 2019 JQ118
- 2019 JR118
- 2019 JS118
- 2019 JT118
- 2019 JU118
- 2019 JV118
- 2019 JW118
- 2019 JX118
- 2019 JY118
- 2019 JZ118
- 2019 JA119
- 2019 JB119
- 2019 JC119
- 2019 JE119
- 2019 JF119
- 2019 JG119
- 2019 JH119
- 2019 JJ119
- 2019 JK119
- 2019 JL119
- 2019 JM119
- 2019 JN119
- 2019 JO119
- 2019 JP119
- 2019 JQ119
- 2019 JR119
- 2019 JS119
- 2019 JT119
- 2019 JU119
- 2019 JV119
- 2019 JW119
- 2019 JX119
- 2019 JY119
- 2019 JZ119
- 2019 JA120
- 2019 JB120
- 2019 JC120
- 2019 JD120
- 2019 JE120
- 2019 JF120
- 2019 JG120
- 2019 JH120
- 2019 JJ120
- 2019 JK120
- 2019 JL120
- 2019 JM120
- 2019 JN120
- 2019 JO120
- 2019 JP120
- 2019 JQ120
- 2019 JR120
- 2019 JS120
- 2019 JT120
- 2019 JU120
- 2019 JV120
- 2019 JW120
- 2019 JY120
- 2019 JZ120
- 2019 JA121
- 2019 JB121
- 2019 JC121
- 2019 JD121
- 2019 JE121
- 2019 JF121
- 2019 JG121
- 2019 JH121
- 2019 JJ121
- 2019 JK121
- 2019 JL121
- 2019 JM121
- 2019 JN121
- 2019 JO121
- 2019 JP121
- 2019 JQ121
- 2019 JS121
- 2019 JT121
- 2019 JU121
- 2019 JV121
- 2019 JW121
- 2019 JX121
- 2019 JY121
- 2019 JZ121
- 2019 JA122
- 2019 JB122
- 2019 JC122
- 2019 JD122
- 2019 JF122
- 2019 JG122
- 2019 JH122
- 2019 JJ122
- 2019 JK122
- 2019 JL122
- 2019 JM122
- 2019 JN122
- 2019 JO122
- 2019 JP122
- 2019 JQ122
- 2019 JR122
- 2019 JS122
- 2019 JT122
- 2019 JV122
- 2019 JW122
- 2019 JX122
- 2019 JY122
- 2019 JZ122
- 2019 JA123
- 2019 JB123
- 2019 JC123
- 2019 JD123
- 2019 JE123
- 2019 JF123
- 2019 JG123
- 2019 JH123
- 2019 JK123
- 2019 JL123
- 2019 JN123
- 2019 JO123
- 2019 JP123
- 2019 JQ123
- 2019 JR123
- 2019 JS123
- 2019 JT123
- 2019 JU123
- 2019 JV123
- 2019 JW123
- 2019 JX123
- 2019 JY123
- 2019 JZ123
- 2019 JB124
- 2019 JC124
- 2019 JD124
- 2019 JE124
- 2019 JF124
- 2019 JG124
- 2019 JH124
- 2019 JJ124
- 2019 JK124
- 2019 JL124
- 2019 JM124
- 2019 JN124
- 2019 JO124
- 2019 JP124
- 2019 JQ124
- 2019 JR124
- 2019 JS124
- 2019 JT124
- 2019 JU124
- 2019 JV124
- 2019 JW124
- 2019 JX124
- 2019 JY124
- 2019 JZ124
- 2019 JA125
- 2019 JB125
- 2019 JC125
- 2019 JD125
- 2019 JE125
- 2019 JF125
- 2019 JG125
- 2019 JH125
- 2019 JJ125
- 2019 JK125
- 2019 JL125
- 2019 JM125
- 2019 JN125
- 2019 JO125
- 2019 JP125
- 2019 JQ125
- 2019 JR125
- 2019 JS125
- 2019 JT125
- 2019 JU125
- 2019 JV125
- 2019 JW125
- 2019 JX125
- 2019 JY125
- 2019 JZ125
- 2019 JA126
- 2019 JB126
- 2019 JC126
- 2019 JD126
- 2019 JE126
- 2019 JF126
- 2019 JG126
- 2019 JJ126
- 2019 JK126
- 2019 JL126
- 2019 JM126
- 2019 JN126
- 2019 JO126
- 2019 JP126
- 2019 JQ126
- 2019 JR126
- 2019 JS126
- 2019 JT126
- 2019 JU126
- 2019 JV126
- 2019 JW126
- 2019 JX126
- 2019 JY126
- 2019 JZ126
- 2019 JA127
- 2019 JB127
- 2019 JC127
- 2019 JD127
- 2019 JE127
- 2019 JF127
- 2019 JG127
- 2019 JH127
- 2019 JJ127
- 2019 JK127
- 2019 JL127
- 2019 JM127
- 2019 JN127
- 2019 JO127
- 2019 JP127
- 2019 JQ127
- 2019 JR127
- 2019 JS127
- 2019 JT127
- 2019 JU127
- 2019 JV127
- 2019 JW127
- 2019 JX127
- 2019 JY127
- 2019 JZ127
- 2019 JA128
- 2019 JB128
- 2019 JC128
- 2019 JD128
- 2019 JE128
- 2019 JF128
- 2019 JG128
- 2019 JH128
- 2019 JJ128
- 2019 JK128
- 2019 JL128
- 2019 JM128
- 2019 JN128
- 2019 JO128
- 2019 JP128
- 2019 JQ128
- 2019 JR128
- 2019 JS128
- 2019 JT128
- 2019 JU128
- 2019 JV128
- 2019 JW128
- 2019 JX128
- 2019 JY128
- 2019 JZ128
- 2019 JA129
- 2019 JB129
- 2019 JC129
- 2019 JD129
- 2019 JE129
- 2019 JF129
- 2019 JG129
- 2019 JH129
- 2019 JJ129
- 2019 JK129
- 2019 JL129
- 2019 JM129
- 2019 JN129
- 2019 JO129
- 2019 JP129
- 2019 JQ129
- 2019 JR129
- 2019 JS129
- 2019 JT129
- 2019 JU129
- 2019 JV129
- 2019 JW129
- 2019 JX129
- 2019 JY129
- 2019 JZ129
- 2019 JA130
- 2019 JB130
- 2019 JC130
- 2019 JD130
- 2019 JE130
- 2019 JF130
- 2019 JG130
- 2019 JH130
- 2019 JJ130
- 2019 JK130
- 2019 JL130
- 2019 JM130
- 2019 JN130
- 2019 JO130
- 2019 JP130
- 2019 JQ130
- 2019 JR130
- 2019 JS130
- 2019 JT130
- 2019 JU130
- 2019 JV130
- 2019 JW130
- 2019 JX130
- 2019 JY130
- 2019 JZ130
- 2019 JA131
- 2019 JB131
- 2019 JC131
- 2019 JD131
- 2019 JE131
- 2019 JF131
- 2019 JG131
- 2019 JH131
- 2019 JJ131
- 2019 JK131
- 2019 JM131
- 2019 JN131
- 2019 JO131
- 2019 JP131
- 2019 JQ131
- 2019 JR131
- 2019 JS131
- 2019 JT131
- 2019 JU131
- 2019 JV131
- 2019 JW131
- 2019 JX131
- 2019 JY131
- 2019 JZ131
- 2019 JA132
- 2019 JB132
- 2019 JC132
- 2019 JD132
- 2019 JE132
- 2019 JF132
- 2019 JG132
- 2019 JH132
- 2019 JJ132
- 2019 JK132
- 2019 JL132
- 2019 JM132
- 2019 JN132
- 2019 JO132
- 2019 JP132
- 2019 JQ132
- 2019 JR132
- 2019 JS132
- 2019 JT132
- 2019 JU132
- 2019 JV132
- 2019 JW132
- 2019 JX132
- 2019 JY132
- 2019 JZ132
- 2019 JA133
- 2019 JB133
- 2019 JC133
- 2019 JD133
- 2019 JE133
- 2019 JF133
- 2019 JG133
- 2019 JH133
- 2019 JJ133
- 2019 JK133
- 2019 JL133
- 2019 JM133
- 2019 JN133
- 2019 JO133
- 2019 JP133
- 2019 JQ133
- 2019 JR133
- 2019 JS133
- 2019 JT133
- 2019 JU133
- 2019 JV133
- 2019 JW133
- 2019 JX133
- 2019 JY133
- 2019 JZ133
- 2019 JA134
- 2019 JB134
- 2019 JC134
- 2019 JD134
- 2019 JE134
- 2019 JF134
- 2019 JG134
- 2019 JH134
- 2019 JJ134
- 2019 JK134
- 2019 JL134
- 2019 JM134
- 2019 JN134
- 2019 JO134
- 2019 JP134
- 2019 JQ134
- 2019 JR134
- 2019 JS134
- 2019 JT134
- 2019 JU134
- 2019 JV134
- 2019 JW134
- 2019 JX134
- 2019 JY134
- 2019 JZ134
- 2019 JA135
- 2019 JB135
- 2019 JC135
- 2019 JD135
- 2019 JE135
- 2019 JF135
- 2019 JG135
- 2019 JH135
- 2019 JJ135
- 2019 JK135
- 2019 JL135
- 2019 JM135
- 2019 JN135
- 2019 JO135
- 2019 JP135
- 2019 JQ135
- 2019 JR135
- 2019 JS135
- 2019 JT135
- 2019 JU135
- 2019 JV135
- 2019 JW135
- 2019 JX135
- 2019 JY135
- 2019 JZ135
- 2019 JC136
- 2019 JE136
- 2019 JF136
- 2019 JG136
- 2019 JH136
- 2019 JJ136
- 2019 JK136
- 2019 JL136
- 2019 JM136
- 2019 JN136
- 2019 JO136
- 2019 JP136
- 2019 JQ136
- 2019 JR136
- 2019 JS136
- 2019 JT136
- 2019 JU136
- 2019 JV136
- 2019 JW136
- 2019 JX136
- 2019 JY136
- 2019 JZ136
- 2019 JA137
- 2019 JB137
- 2019 JC137
- 2019 JD137
- 2019 JE137
- 2019 JF137
- 2019 JG137
- 2019 JH137
- 2019 JJ137
- 2019 JK137
- 2019 JL137
- 2019 JM137
- 2019 JN137
- 2019 JO137
- 2019 JP137
- 2019 JQ137
- 2019 JR137
- 2019 JS137
- 2019 JT137
- 2019 JU137
- 2019 JV137
- 2019 JW137
- 2019 JX137
- 2019 JY137
- 2019 JZ137
- 2019 JA138
- 2019 JB138
- 2019 JC138
- 2019 JD138
- 2019 JE138
- 2019 JF138
- 2019 JG138
- 2019 JH138
- 2019 JJ138
- 2019 JK138
- 2019 JL138
- 2019 JM138
- 2019 JN138
- 2019 JO138
- 2019 JP138
- 2019 JR138
- 2019 JS138
- 2019 JT138
- 2019 JU138
- 2019 JV138
- 2019 JW138
- 2019 JX138
- 2019 JY138
- 2019 JZ138
- 2019 JA139
- 2019 JB139
- 2019 JC139
- 2019 JD139
- 2019 JE139
- 2019 JF139
- 2019 JG139
- 2019 JH139
- 2019 JJ139
- 2019 JK139
- 2019 JL139
- 2019 JM139
- 2019 JN139
- 2019 JO139
- 2019 JP139
- 2019 JQ139
- 2019 JR139
- 2019 JS139
- 2019 JU139
- 2019 JW139
- 2019 JX139
- 2019 JZ139
- 2019 JB140
- 2019 JC140
- 2019 JD140
- 2019 JE140
- 2019 JF140
- 2019 JG140
- 2019 JH140
- 2019 JJ140
- 2019 JK140
- 2019 JL140
- 2019 JM140
- 2019 JN140
- 2019 JP140
- 2019 JQ140
- 2019 JR140
- 2019 JS140
- 2019 JT140
- 2019 JU140
- 2019 JV140
- 2019 JW140
- 2019 JX140
- 2019 JY140
- 2019 JZ140
- 2019 JA141
- 2019 JB141
- 2019 JD141
- 2019 JE141
- 2019 JF141
- 2019 JG141
- 2019 JH141
- 2019 JJ141
- 2019 JK141
- 2019 JL141
- 2019 JM141
- 2019 JN141
- 2019 JO141
- 2019 JP141
- 2019 JQ141
- 2019 JR141
- 2019 JS141
- 2019 JT141
- 2019 JU141
- 2019 JV141
- 2019 JW141
- 2019 JX141
- 2019 JY141
- 2019 JZ141
- 2019 JA142
- 2019 JB142
- 2019 JC142
- 2019 JD142
- 2019 JE142
- 2019 JF142
- 2019 JH142
- 2019 JJ142
- 2019 JK142
- 2019 JL142
- 2019 JM142
- 2019 JN142
- 2019 JO142
- 2019 JP142
- 2019 JQ142
- 2019 JR142
- 2019 JS142
- 2019 JT142
- 2019 JU142
- 2019 JV142
- 2019 JW142
- 2019 JX142
- 2019 JY142
- 2019 JZ142
- 2019 JA143
- 2019 JB143
- 2019 JC143
- 2019 JD143
- 2019 JE143
- 2019 JF143
- 2019 JG143
- 2019 JH143
- 2019 JJ143
- 2019 JK143
- 2019 JL143
- 2019 JM143
- 2019 JN143
- 2019 JO143
- 2019 JP143
- 2019 JQ143
- 2019 JR143
- 2019 JS143
- 2019 JT143
- 2019 JU143
- 2019 JV143
- 2019 JW143
- 2019 JX143
- 2019 JY143
- 2019 JZ143
- 2019 JA144
- 2019 JB144
- 2019 JC144
- 2019 JD144
- 2019 JE144
- 2019 JF144
- 2019 JG144
- 2019 JH144
- 2019 JJ144
- 2019 JK144
- 2019 JL144
- 2019 JM144
- 2019 JN144
- 2019 JO144
- 2019 JP144
- 2019 JQ144
- 2019 JR144
- 2019 JS144
- 2019 JT144
- 2019 JU144
- 2019 JV144
- 2019 JW144
- 2019 JX144
- 2019 JY144
- 2019 JZ144
- 2019 JA145
- 2019 JB145
- 2019 JC145
- 2019 JD145
- 2019 JE145
- 2019 JF145
- 2019 JG145
- 2019 JH145
- 2019 JJ145
- 2019 JK145
- 2019 JL145
- 2019 JM145
- 2019 JN145
- 2019 JO145
- 2019 JP145
- 2019 JQ145
- 2019 JR145
- 2019 JS145
- 2019 JT145
- 2019 JU145
- 2019 JV145
- 2019 JW145
- 2019 JX145
- 2019 JY145
- 2019 JZ145
- 2019 JA146
- 2019 JB146
- 2019 JC146
- 2019 JD146
- 2019 JE146
- 2019 JF146
- 2019 JG146
- 2019 JH146
- 2019 JJ146
- 2019 JK146
- 2019 JL146
- 2019 JM146
- 2019 JN146
- 2019 JO146
- 2019 JP146
- 2019 JQ146
- 2019 JR146
- 2019 JS146
- 2019 JT146
- 2019 JU146
- 2019 JV146
- 2019 JW146
- 2019 JX146
- 2019 JY146
- 2019 JZ146
- 2019 JA147
- 2019 JB147
- 2019 JC147
- 2019 JD147
- 2019 JE147
- 2019 JF147
- 2019 JG147
- 2019 JH147
- 2019 JJ147
- 2019 JK147
- 2019 JL147
- 2019 JM147
- 2019 JN147
- 2019 JO147
- 2019 JP147
- 2019 JQ147
- 2019 JR147
- 2019 JS147
- 2019 JT147
- 2019 JU147
- 2019 JV147
- 2019 JW147
- 2019 JX147
- 2019 JY147
- 2019 JZ147
- 2019 JA148
- 2019 JB148
- 2019 JC148
- 2019 JD148
- 2019 JE148
- 2019 JF148
- 2019 JH148
- 2019 JJ148
- 2019 JK148
- 2019 JL148
- 2019 JM148
- 2019 JN148
- 2019 JO148
- 2019 JQ148
- 2019 JR148
- 2019 JS148
- 2019 JT148
- 2019 JU148
- 2019 JV148
- 2019 JW148
- 2019 JX148
- 2019 JY148
- 2019 JZ148
- 2019 JA149
- 2019 JC149
- 2019 JD149
- 2019 JE149

### Du 16 au 31 mai 2019
- 2019 KB
- 2019 KC
- 2019 KD
- 2019 KG
- 2019 KH
- 2019 KJ
- 2019 KK
- 2019 KL
- 2019 KM
- 2019 KN
- 2019 KO
- 2019 KP
- 2019 KR
- 2019 KS
- 2019 KT
- 2019 KU
- 2019 KV
- 2019 KW
- 2019 KX
- 2019 KY
- 2019 KA1
- 2019 KD1
- 2019 KE1
- 2019 KF1
- 2019 KG1
- 2019 KH1
- 2019 KJ1
- 2019 KM1
- 2019 KP1
- 2019 KQ1
- 2019 KR1
- 2019 KS1
- 2019 KT1
- 2019 KU1
- 2019 KW1
- 2019 KX1
- 2019 KZ1
- 2019 KA2
- 2019 KC2
- 2019 KD2
- 2019 KE2
- 2019 KF2
- 2019 KG2
- 2019 KH2
- 2019 KJ2
- 2019 KK2
- 2019 KL2
- 2019 KM2
- 2019 KN2
- 2019 KP2
- 2019 KR2
- 2019 KS2
- 2019 KT2
- 2019 KY2
- 2019 KZ2
- 2019 KA3
- 2019 KB3
- 2019 KC3
- 2019 KD3
- 2019 KE3
- 2019 KF3
- 2019 KG3
- 2019 KH3
- 2019 KJ3
- 2019 KK3
- 2019 KL3
- 2019 KN3
- 2019 KQ3
- 2019 KU3
- 2019 KV3
- 2019 KW3
- 2019 KX3
- 2019 KY3
- 2019 KZ3
- 2019 KA4
- 2019 KB4
- 2019 KC4
- 2019 KD4
- 2019 KE4
- 2019 KF4
- 2019 KG4
- 2019 KH4
- 2019 KJ4
- 2019 KK4
- 2019 KL4
- 2019 KM4
- 2019 KN4
- 2019 KQ4
- 2019 KR4
- 2019 KT4
- 2019 KU4
- 2019 KY4
- 2019 KD5
- 2019 KE5
- 2019 KF5
- 2019 KJ5
- 2019 KK5
- 2019 KL5
- 2019 KM5
- 2019 KN5
- 2019 KO5
- 2019 KP5
- 2019 KQ5
- 2019 KR5
- 2019 KT5
- 2019 KU5
- 2019 KA6
- 2019 KB6
- 2019 KC6
- 2019 KE6
- 2019 KF6
- 2019 KL6
- 2019 KM6
- 2019 KN6
- 2019 KP6
- 2019 KS6
- 2019 KU6
- 2019 KW6
- 2019 KX6
- 2019 KY6
- 2019 KC7
- 2019 KD7
- 2019 KE7
- 2019 KF7
- 2019 KG7
- 2019 KK7
- 2019 KL7
- 2019 KM7
- 2019 KN7
- 2019 KO7
- 2019 KP7
- 2019 KQ7
- 2019 KR7
- 2019 KS7
- 2019 KU7
- 2019 KV7
- 2019 KW7
- 2019 KX7
- 2019 KY7
- 2019 KZ7
- 2019 KA8
- 2019 KB8
- 2019 KC8
- 2019 KD8
- 2019 KE8
- 2019 KF8
- 2019 KG8
- 2019 KJ8
- 2019 KK8
- 2019 KL8
- 2019 KN8
- 2019 KO8
- 2019 KP8
- 2019 KQ8
- 2019 KR8
- 2019 KS8
- 2019 KT8
- 2019 KU8
- 2019 KW8
- 2019 KX8
- 2019 KY8
- 2019 KZ8
- 2019 KA9
- 2019 KB9
- 2019 KC9
- 2019 KD9
- 2019 KE9
- 2019 KF9
- 2019 KG9
- 2019 KJ9
- 2019 KK9
- 2019 KL9
- 2019 KM9
- 2019 KN9
- 2019 KO9
- 2019 KP9
- 2019 KR9
- 2019 KS9
- 2019 KU9
- 2019 KV9
- 2019 KX9
- 2019 KY9
- 2019 KZ9
- 2019 KA10
- 2019 KB10
- 2019 KC10
- 2019 KD10
- 2019 KF10
- 2019 KG10
- 2019 KH10
- 2019 KJ10
- 2019 KK10
- 2019 KL10
- 2019 KM10
- 2019 KN10
- 2019 KO10
- 2019 KP10
- 2019 KR10
- 2019 KS10
- 2019 KT10
- 2019 KU10
- 2019 KV10
- 2019 KW10
- 2019 KX10
- 2019 KY10
- 2019 KZ10
- 2019 KA11
- 2019 KB11
- 2019 KC11
- 2019 KD11
- 2019 KE11
- 2019 KG11
- 2019 KH11
- 2019 KJ11
- 2019 KK11
- 2019 KM11
- 2019 KN11
- 2019 KO11
- 2019 KP11
- 2019 KQ11
- 2019 KS11
- 2019 KU11
- 2019 KV11
- 2019 KW11
- 2019 KX11
- 2019 KY11
- 2019 KZ11
- 2019 KB12
- 2019 KE12
- 2019 KF12
- 2019 KG12
- 2019 KJ12
- 2019 KK12
- 2019 KL12
- 2019 KM12
- 2019 KN12
- 2019 KO12
- 2019 KP12
- 2019 KQ12
- 2019 KR12
- 2019 KT12
- 2019 KU12
- 2019 KV12
- 2019 KW12
- 2019 KX12
- 2019 KY12
- 2019 KZ12
- 2019 KB13
- 2019 KC13
- 2019 KE13
- 2019 KF13
- 2019 KG13
- 2019 KH13
- 2019 KJ13
- 2019 KK13
- 2019 KL13
- 2019 KM13
- 2019 KN13
- 2019 KO13
- 2019 KP13
- 2019 KQ13
- 2019 KR13
- 2019 KT13
- 2019 KU13
- 2019 KW13
- 2019 KX13
- 2019 KY13
- 2019 KZ13
- 2019 KB14
- 2019 KC14
- 2019 KD14
- 2019 KE14
- 2019 KH14
- 2019 KJ14
- 2019 KK14
- 2019 KL14
- 2019 KN14
- 2019 KO14
- 2019 KP14
- 2019 KQ14
- 2019 KR14
- 2019 KS14
- 2019 KU14
- 2019 KV14
- 2019 KW14
- 2019 KX14
- 2019 KY14
- 2019 KZ14
- 2019 KA15
- 2019 KB15
- 2019 KC15
- 2019 KD15
- 2019 KE15
- 2019 KF15
- 2019 KG15
- 2019 KH15
- 2019 KJ15
- 2019 KK15
- 2019 KL15
- 2019 KM15
- 2019 KN15
- 2019 KO15
- 2019 KP15
- 2019 KQ15
- 2019 KR15
- 2019 KS15
- 2019 KT15
- 2019 KU15
- 2019 KV15
- 2019 KW15
- 2019 KX15
- 2019 KY15
- 2019 KZ15
- 2019 KA16
- 2019 KD16
- 2019 KE16
- 2019 KF16
- 2019 KG16
- 2019 KJ16
- 2019 KK16
- 2019 KL16
- 2019 KM16
- 2019 KN16
- 2019 KP16
- 2019 KQ16
- 2019 KR16
- 2019 KS16
- 2019 KT16
- 2019 KV16
- 2019 KW16
- 2019 KY16
- 2019 KZ16
- 2019 KA17
- 2019 KB17
- 2019 KC17
- 2019 KD17
- 2019 KE17
- 2019 KF17
- 2019 KH17
- 2019 KJ17
- 2019 KL17
- 2019 KM17
- 2019 KN17
- 2019 KQ17
- 2019 KR17
- 2019 KS17
- 2019 KT17
- 2019 KU17
- 2019 KV17
- 2019 KW17
- 2019 KX17
- 2019 KY17
- 2019 KZ17
- 2019 KB18
- 2019 KC18
- 2019 KD18
- 2019 KE18
- 2019 KF18
- 2019 KG18
- 2019 KH18
- 2019 KJ18
- 2019 KK18
- 2019 KL18
- 2019 KM18
- 2019 KO18
- 2019 KP18
- 2019 KQ18
- 2019 KR18
- 2019 KS18
- 2019 KT18
- 2019 KU18
- 2019 KV18
- 2019 KW18
- 2019 KX18
- 2019 KZ18
- 2019 KA19
- 2019 KB19
- 2019 KC19
- 2019 KE19
- 2019 KG19
- 2019 KH19
- 2019 KK19
- 2019 KM19
- 2019 KN19
- 2019 KY19
- 2019 KZ19
- 2019 KD20
- 2019 KE20
- 2019 KQ20
- 2019 KR20
- 2019 KT20
- 2019 KU20
- 2019 KV20
- 2019 KW20
- 2019 KY20
- 2019 KZ20
- 2019 KA21
- 2019 KC21
- 2019 KE21
- 2019 KF21
- 2019 KG21
- 2019 KH21
- 2019 KJ21
- 2019 KN21
- 2019 KO21
- 2019 KP21
- 2019 KQ21
- 2019 KS21
- 2019 KV21
- 2019 KW21
- 2019 KX21
- 2019 KY21
- 2019 KZ21
- 2019 KA22
- 2019 KB22
- 2019 KC22
- 2019 KD22
- 2019 KE22
- 2019 KF22
- 2019 KG22
- 2019 KH22
- 2019 KJ22
- 2019 KL22
- 2019 KN22
- 2019 KO22
- 2019 KP22
- 2019 KQ22
- 2019 KR22
- 2019 KS22
- 2019 KT22
- 2019 KV22
- 2019 KW22
- 2019 KX22
- 2019 KY22
- 2019 KA23
- 2019 KB23
- 2019 KD23
- 2019 KE23
- 2019 KF23
- 2019 KG23
- 2019 KH23
- 2019 KJ23
- 2019 KK23
- 2019 KL23
- 2019 KM23
- 2019 KN23
- 2019 KP23
- 2019 KQ23
- 2019 KR23
- 2019 KS23
- 2019 KT23
- 2019 KU23
- 2019 KX23
- 2019 KY23
- 2019 KZ23
- 2019 KA24
- 2019 KB24
- 2019 KC24
- 2019 KD24
- 2019 KF24
- 2019 KH24
- 2019 KJ24
- 2019 KL24
- 2019 KM24
- 2019 KO24
- 2019 KX24
- 2019 KB25
- 2019 KC25
- 2019 KD25
- 2019 KE25
- 2019 KG25
- 2019 KH25
- 2019 KJ25
- 2019 KK25
- 2019 KL25
- 2019 KN25
- 2019 KQ25
- 2019 KR25
- 2019 KS25
- 2019 KU25
- 2019 KW25
- 2019 KX25
- 2019 KY25
- 2019 KZ25
- 2019 KA26
- 2019 KB26
- 2019 KC26
- 2019 KE26
- 2019 KF26
- 2019 KG26
- 2019 KJ26
- 2019 KK26
- 2019 KM26
- 2019 KN26
- 2019 KO26
- 2019 KQ26
- 2019 KS26
- 2019 KT26
- 2019 KU26
- 2019 KV26
- 2019 KW26
- 2019 KX26
- 2019 KY26
- 2019 KZ26
- 2019 KA27
- 2019 KB27
- 2019 KC27
- 2019 KD27
- 2019 KE27
- 2019 KF27
- 2019 KG27
- 2019 KH27
- 2019 KJ27
- 2019 KK27
- 2019 KL27
- 2019 KN27
- 2019 KO27
- 2019 KS27
- 2019 KT27
- 2019 KU27
- 2019 KZ27
- 2019 KA28
- 2019 KB28
- 2019 KC28
- 2019 KD28
- 2019 KE28
- 2019 KF28
- 2019 KG28
- 2019 KH28
- 2019 KJ28
- 2019 KK28
- 2019 KL28
- 2019 KM28
- 2019 KN28
- 2019 KQ28
- 2019 KR28
- 2019 KS28
- 2019 KT28
- 2019 KU28
- 2019 KV28
- 2019 KX28
- 2019 KY28
- 2019 KZ28
- 2019 KA29
- 2019 KD29
- 2019 KE29
- 2019 KF29
- 2019 KG29
- 2019 KH29
- 2019 KJ29
- 2019 KK29
- 2019 KL29
- 2019 KM29
- 2019 KN29
- 2019 KO29
- 2019 KP29
- 2019 KQ29
- 2019 KR29
- 2019 KS29
- 2019 KT29
- 2019 KU29
- 2019 KV29
- 2019 KW29
- 2019 KX29
- 2019 KY29
- 2019 KZ29
- 2019 KA30
- 2019 KB30
- 2019 KC30
- 2019 KD30
- 2019 KE30
- 2019 KF30
- 2019 KG30
- 2019 KH30
- 2019 KJ30
- 2019 KK30
- 2019 KL30
- 2019 KM30
- 2019 KN30
- 2019 KO30
- 2019 KP30
- 2019 KQ30
- 2019 KR30
- 2019 KS30
- 2019 KT30
- 2019 KU30
- 2019 KV30
- 2019 KW30
- 2019 KX30
- 2019 KY30
- 2019 KZ30
- 2019 KA31
- 2019 KB31
- 2019 KC31
- 2019 KE31
- 2019 KG31
- 2019 KH31
- 2019 KJ31
- 2019 KK31
- 2019 KL31
- 2019 KM31
- 2019 KN31
- 2019 KO31
- 2019 KP31
- 2019 KQ31
- 2019 KR31
- 2019 KS31
- 2019 KT31
- 2019 KU31
- 2019 KW31
- 2019 KX31
- 2019 KY31
- 2019 KZ31
- 2019 KA32
- 2019 KB32
- 2019 KC32
- 2019 KD32
- 2019 KG32
- 2019 KH32
- 2019 KK32
- 2019 KL32
- 2019 KM32
- 2019 KN32
- 2019 KO32
- 2019 KP32
- 2019 KQ32
- 2019 KR32
- 2019 KS32
- 2019 KT32
- 2019 KU32
- 2019 KV32
- 2019 KW32
- 2019 KY32
- 2019 KZ32
- 2019 KA33
- 2019 KB33
- 2019 KC33
- 2019 KD33
- 2019 KE33
- 2019 KF33
- 2019 KG33
- 2019 KH33
- 2019 KJ33
- 2019 KK33
- 2019 KL33
- 2019 KM33
- 2019 KN33
- 2019 KO33
- 2019 KP33
- 2019 KQ33
- 2019 KR33
- 2019 KS33
- 2019 KT33
- 2019 KU33
- 2019 KV33
- 2019 KW33
- 2019 KY33
- 2019 KZ33
- 2019 KA34
- 2019 KB34
- 2019 KC34
- 2019 KD34
- 2019 KE34
- 2019 KF34
- 2019 KG34
- 2019 KH34
- 2019 KJ34
- 2019 KK34
- 2019 KL34
- 2019 KN34
- 2019 KO34
- 2019 KP34
- 2019 KR34
- 2019 KS34
- 2019 KT34
- 2019 KU34
- 2019 KV34
- 2019 KX34
- 2019 KY34
- 2019 KA35
- 2019 KB35
- 2019 KD35
- 2019 KE35
- 2019 KG35
- 2019 KH35
- 2019 KJ35
- 2019 KK35
- 2019 KL35
- 2019 KM35
- 2019 KN35
- 2019 KO35
- 2019 KP35
- 2019 KQ35
- 2019 KR35
- 2019 KS35
- 2019 KT35
- 2019 KU35
- 2019 KV35
- 2019 KW35
- 2019 KX35
- 2019 KZ35
- 2019 KA36
- 2019 KB36
- 2019 KC36
- 2019 KD36
- 2019 KE36
- 2019 KG36
- 2019 KH36
- 2019 KJ36
- 2019 KK36
- 2019 KL36
- 2019 KM36
- 2019 KN36
- 2019 KO36
- 2019 KP36
- 2019 KQ36
- 2019 KR36
- 2019 KS36
- 2019 KT36
- 2019 KU36
- 2019 KV36
- 2019 KW36
- 2019 KX36
- 2019 KY36
- 2019 KZ36
- 2019 KA37
- 2019 KB37
- 2019 KC37
- 2019 KD37
- 2019 KE37
- 2019 KF37
- 2019 KG37
- 2019 KH37
- 2019 KJ37
- 2019 KK37
- 2019 KL37
- 2019 KM37
- 2019 KN37
- 2019 KO37
- 2019 KP37
- 2019 KQ37
- 2019 KR37
- 2019 KS37
- 2019 KT37
- 2019 KU37
- 2019 KV37
- 2019 KW37
- 2019 KX37
- 2019 KY37
- 2019 KZ37
- 2019 KA38
- 2019 KB38
- 2019 KC38
- 2019 KD38
- 2019 KE38
- 2019 KF38
- 2019 KG38
- 2019 KH38
- 2019 KK38
- 2019 KL38
- 2019 KM38
- 2019 KN38
- 2019 KO38
- 2019 KP38
- 2019 KQ38
- 2019 KR38
- 2019 KS38
- 2019 KT38
- 2019 KU38
- 2019 KV38
- 2019 KW38
- 2019 KX38
- 2019 KY38
- 2019 KZ38
- 2019 KA39
- 2019 KB39
- 2019 KC39
- 2019 KE39
- 2019 KF39
- 2019 KG39
- 2019 KH39
- 2019 KJ39
- 2019 KK39
- 2019 KL39
- 2019 KM39
- 2019 KO39
- 2019 KP39
- 2019 KQ39
- 2019 KR39
- 2019 KS39
- 2019 KT39
- 2019 KU39
- 2019 KV39
- 2019 KW39
- 2019 KX39
- 2019 KY39
- 2019 KZ39
- 2019 KA40
- 2019 KB40
- 2019 KC40
- 2019 KD40
- 2019 KE40
- 2019 KF40
- 2019 KG40
- 2019 KH40
- 2019 KJ40
- 2019 KK40
- 2019 KL40
- 2019 KM40
- 2019 KN40
- 2019 KO40
- 2019 KP40
- 2019 KQ40
- 2019 KR40
- 2019 KS40
- 2019 KT40
- 2019 KU40
- 2019 KV40
- 2019 KW40
- 2019 KX40
- 2019 KY40
- 2019 KZ40
- 2019 KA41
- 2019 KB41
- 2019 KC41
- 2019 KD41
- 2019 KF41
- 2019 KG41
- 2019 KH41
- 2019 KJ41
- 2019 KK41
- 2019 KM41
- 2019 KO41
- 2019 KP41
- 2019 KQ41
- 2019 KR41
- 2019 KS41
- 2019 KT41
- 2019 KU41
- 2019 KV41
- 2019 KW41
- 2019 KX41
- 2019 KY41
- 2019 KZ41
- 2019 KA42
- 2019 KC42
- 2019 KD42
- 2019 KE42
- 2019 KF42
- 2019 KG42
- 2019 KH42
- 2019 KJ42
- 2019 KK42
- 2019 KL42
- 2019 KM42
- 2019 KN42
- 2019 KO42
- 2019 KP42
- 2019 KQ42
- 2019 KR42
- 2019 KS42
- 2019 KT42
- 2019 KU42
- 2019 KV42
- 2019 KW42
- 2019 KX42
- 2019 KY42
- 2019 KZ42
- 2019 KA43
- 2019 KB43
- 2019 KC43
- 2019 KD43
- 2019 KE43
- 2019 KF43
- 2019 KG43
- 2019 KH43
- 2019 KJ43
- 2019 KK43
- 2019 KL43
- 2019 KM43
- 2019 KN43
- 2019 KO43
- 2019 KP43
- 2019 KQ43
- 2019 KR43
- 2019 KS43
- 2019 KT43
- 2019 KU43
- 2019 KV43
- 2019 KW43
- 2019 KX43
- 2019 KY43
- 2019 KZ43
- 2019 KA44
- 2019 KB44
- 2019 KD44
- 2019 KE44
- 2019 KF44
- 2019 KG44
- 2019 KH44
- 2019 KJ44
- 2019 KK44
- 2019 KL44
- 2019 KM44
- 2019 KN44
- 2019 KO44
- 2019 KP44
- 2019 KQ44
- 2019 KR44
- 2019 KS44
- 2019 KT44
- 2019 KU44
- 2019 KV44
- 2019 KW44
- 2019 KX44
- 2019 KY44
- 2019 KZ44
- 2019 KA45
- 2019 KB45
- 2019 KC45
- 2019 KD45
- 2019 KE45
- 2019 KF45
- 2019 KG45
- 2019 KJ45
- 2019 KK45
- 2019 KL45
- 2019 KM45
- 2019 KN45
- 2019 KO45
- 2019 KP45
- 2019 KQ45
- 2019 KR45
- 2019 KS45
- 2019 KT45
- 2019 KU45
- 2019 KV45
- 2019 KX45
- 2019 KY45
- 2019 KZ45
- 2019 KA46
- 2019 KD46
- 2019 KE46
- 2019 KF46
- 2019 KG46
- 2019 KH46
- 2019 KJ46
- 2019 KK46
- 2019 KL46
- 2019 KM46
- 2019 KN46
- 2019 KO46
- 2019 KP46
- 2019 KQ46
- 2019 KR46
- 2019 KS46
- 2019 KT46
- 2019 KU46
- 2019 KV46
- 2019 KW46
- 2019 KX46
- 2019 KY46
- 2019 KZ46
- 2019 KA47
- 2019 KB47
- 2019 KC47
- 2019 KD47
- 2019 KE47
- 2019 KF47
- 2019 KG47
- 2019 KH47
- 2019 KJ47
- 2019 KK47
- 2019 KM47
- 2019 KN47
- 2019 KO47
- 2019 KQ47
- 2019 KR47
- 2019 KS47
- 2019 KV47
- 2019 KW47
- 2019 KX47
- 2019 KY47
- 2019 KZ47
- 2019 KB48
- 2019 KC48
- 2019 KD48
- 2019 KE48
- 2019 KF48
- 2019 KG48
- 2019 KH48
- 2019 KJ48
- 2019 KL48
- 2019 KM48
- 2019 KN48
- 2019 KO48
- 2019 KP48
- 2019 KQ48
- 2019 KR48
- 2019 KS48
- 2019 KT48
- 2019 KU48
- 2019 KV48
- 2019 KW48
- 2019 KX48
- 2019 KY48
- 2019 KZ48
- 2019 KA49
- 2019 KB49
- 2019 KC49
- 2019 KD49
- 2019 KE49
- 2019 KF49
- 2019 KG49
- 2019 KK49
- 2019 KM49
- 2019 KN49
- 2019 KO49
- 2019 KP49
- 2019 KQ49
- 2019 KS49
- 2019 KU49
- 2019 KV49
- 2019 KX49
- 2019 KZ49
- 2019 KA50
- 2019 KB50
- 2019 KC50
- 2019 KD50
- 2019 KG50
- 2019 KH50
- 2019 KJ50
- 2019 KK50
- 2019 KL50
- 2019 KM50
- 2019 KN50
- 2019 KO50
- 2019 KP50
- 2019 KR50
- 2019 KS50
- 2019 KT50
- 2019 KU50
- 2019 KV50
- 2019 KW50
- 2019 KX50
- 2019 KY50
- 2019 KZ50
- 2019 KA51
- 2019 KB51
- 2019 KC51
- 2019 KD51
- 2019 KE51
- 2019 KG51
- 2019 KH51
- 2019 KK51
- 2019 KL51
- 2019 KM51
- 2019 KN51
- 2019 KO51
- 2019 KP51
- 2019 KQ51
- 2019 KR51
- 2019 KS51
- 2019 KT51
- 2019 KV51
- 2019 KW51
- 2019 KX51
- 2019 KY51
- 2019 KZ51
- 2019 KA52
- 2019 KC52
- 2019 KD52
- 2019 KE52
- 2019 KF52
- 2019 KG52
- 2019 KH52
- 2019 KJ52
- 2019 KK52
- 2019 KL52
- 2019 KM52
- 2019 KN52
- 2019 KP52
- 2019 KQ52
- 2019 KR52
- 2019 KS52
- 2019 KT52
- 2019 KU52
- 2019 KV52
- 2019 KW52
- 2019 KX52
- 2019 KY52
- 2019 KZ52
- 2019 KA53
- 2019 KB53
- 2019 KC53
- 2019 KD53
- 2019 KE53
- 2019 KF53
- 2019 KJ53
- 2019 KK53
- 2019 KL53
- 2019 KM53
- 2019 KN53
- 2019 KO53
- 2019 KP53
- 2019 KQ53
- 2019 KR53
- 2019 KS53
- 2019 KT53
- 2019 KU53
- 2019 KV53
- 2019 KW53
- 2019 KX53
- 2019 KY53
- 2019 KZ53
- 2019 KC54
- 2019 KD54
- 2019 KE54
- 2019 KG54
- 2019 KH54
- 2019 KK54
- 2019 KL54
- 2019 KM54
- 2019 KN54
- 2019 KO54
- 2019 KP54
- 2019 KQ54
- 2019 KR54
- 2019 KS54
- 2019 KT54
- 2019 KV54
- 2019 KW54
- 2019 KX54
- 2019 KY54
- 2019 KZ54
- 2019 KA55
- 2019 KB55
- 2019 KC55
- 2019 KD55
- 2019 KE55
- 2019 KF55
- 2019 KH55
- 2019 KJ55
- 2019 KK55
- 2019 KL55
- 2019 KN55
- 2019 KO55
- 2019 KQ55
- 2019 KR55
- 2019 KS55
- 2019 KT55
- 2019 KU55
- 2019 KV55
- 2019 KW55
- 2019 KX55
- 2019 KY55
- 2019 KZ55
- 2019 KA56
- 2019 KB56
- 2019 KC56
- 2019 KD56
- 2019 KE56
- 2019 KF56
- 2019 KG56
- 2019 KH56
- 2019 KJ56
- 2019 KK56
- 2019 KL56
- 2019 KM56
- 2019 KN56
- 2019 KO56
- 2019 KP56
- 2019 KQ56
- 2019 KR56
- 2019 KS56
- 2019 KT56
- 2019 KU56
- 2019 KV56
- 2019 KW56
- 2019 KX56
- 2019 KY56
- 2019 KZ56
- 2019 KA57
- 2019 KB57
- 2019 KC57
- 2019 KE57
- 2019 KF57
- 2019 KH57
- 2019 KJ57
- 2019 KK57
- 2019 KL57
- 2019 KM57
- 2019 KN57
- 2019 KO57
- 2019 KP57
- 2019 KQ57
- 2019 KS57
- 2019 KT57
- 2019 KU57
- 2019 KV57
- 2019 KW57
- 2019 KX57
- 2019 KY57
- 2019 KZ57
- 2019 KA58
- 2019 KB58
- 2019 KC58
- 2019 KE58
- 2019 KF58
- 2019 KG58
- 2019 KH58
- 2019 KJ58
- 2019 KK58
- 2019 KL58
- 2019 KM58
- 2019 KN58
- 2019 KO58
- 2019 KP58
- 2019 KQ58
- 2019 KR58
- 2019 KS58
- 2019 KT58
- 2019 KU58
- 2019 KV58
- 2019 KW58
- 2019 KX58
- 2019 KY58
- 2019 KZ58
- 2019 KA59
- 2019 KB59
- 2019 KC59
- 2019 KD59
- 2019 KE59
- 2019 KF59
- 2019 KG59
- 2019 KH59
- 2019 KJ59
- 2019 KK59
- 2019 KL59
- 2019 KM59
- 2019 KN59
- 2019 KO59
- 2019 KP59
- 2019 KQ59
- 2019 KR59
- 2019 KS59
- 2019 KT59
- 2019 KU59
- 2019 KV59
- 2019 KW59
- 2019 KX59
- 2019 KY59
- 2019 KZ59
- 2019 KA60
- 2019 KB60
- 2019 KC60
- 2019 KD60
- 2019 KE60
- 2019 KF60
- 2019 KG60
- 2019 KH60
- 2019 KJ60
- 2019 KK60
- 2019 KL60
- 2019 KM60
- 2019 KN60
- 2019 KO60
- 2019 KQ60
- 2019 KR60
- 2019 KS60
- 2019 KT60
- 2019 KU60
- 2019 KV60
- 2019 KW60
- 2019 KX60
- 2019 KY60
- 2019 KZ60
- 2019 KA61
- 2019 KB61
- 2019 KC61
- 2019 KD61
- 2019 KE61
- 2019 KF61
- 2019 KG61
- 2019 KH61
- 2019 KJ61
- 2019 KK61
- 2019 KL61
- 2019 KM61
- 2019 KN61
- 2019 KO61
- 2019 KP61
- 2019 KQ61
- 2019 KR61
- 2019 KS61
- 2019 KT61
- 2019 KU61
- 2019 KV61
- 2019 KW61
- 2019 KX61
- 2019 KY61
- 2019 KZ61
- 2019 KA62
- 2019 KB62
- 2019 KC62
- 2019 KD62
- 2019 KE62
- 2019 KF62
- 2019 KG62
- 2019 KH62
- 2019 KK62
- 2019 KL62
- 2019 KM62
- 2019 KN62
- 2019 KO62
- 2019 KP62
- 2019 KQ62
- 2019 KR62
- 2019 KS62
- 2019 KT62
- 2019 KU62
- 2019 KV62
- 2019 KX62
- 2019 KY62
- 2019 KZ62
- 2019 KA63
- 2019 KB63
- 2019 KD63
- 2019 KF63
- 2019 KG63
- 2019 KH63
- 2019 KJ63
- 2019 KK63
- 2019 KL63
- 2019 KM63
- 2019 KO63
- 2019 KP63
- 2019 KQ63
- 2019 KR63
- 2019 KS63
- 2019 KT63
- 2019 KU63
- 2019 KV63
- 2019 KW63
- 2019 KX63
- 2019 KY63
- 2019 KZ63
- 2019 KA64
- 2019 KB64
- 2019 KC64
- 2019 KD64
- 2019 KE64
- 2019 KF64
- 2019 KG64
- 2019 KH64
- 2019 KJ64
- 2019 KK64
- 2019 KL64
- 2019 KM64
- 2019 KN64
- 2019 KO64
- 2019 KP64
- 2019 KQ64
- 2019 KR64
- 2019 KS64
- 2019 KT64
- 2019 KU64
- 2019 KV64
- 2019 KW64
- 2019 KX64
- 2019 KY64
- 2019 KZ64
- 2019 KA65
- 2019 KB65
- 2019 KC65
- 2019 KD65
- 2019 KE65
- 2019 KF65
- 2019 KG65
- 2019 KH65
- 2019 KJ65
- 2019 KK65
- 2019 KL65
- 2019 KM65
- 2019 KN65
- 2019 KO65
- 2019 KP65
- 2019 KQ65
- 2019 KR65
- 2019 KS65
- 2019 KT65
- 2019 KU65
- 2019 KV65
- 2019 KW65
- 2019 KX65
- 2019 KY65
- 2019 KA66
- 2019 KB66
- 2019 KC66
- 2019 KE66
- 2019 KF66
- 2019 KG66
- 2019 KH66
- 2019 KJ66
- 2019 KK66
- 2019 KL66
- 2019 KM66
- 2019 KN66
- 2019 KO66
- 2019 KP66
- 2019 KQ66
- 2019 KR66
- 2019 KS66
- 2019 KT66
- 2019 KU66
- 2019 KV66
- 2019 KW66
- 2019 KX66
- 2019 KY66
- 2019 KZ66
- 2019 KA67
- 2019 KB67
- 2019 KC67
- 2019 KD67
- 2019 KE67
- 2019 KF67
- 2019 KG67
- 2019 KH67
- 2019 KJ67
- 2019 KK67
- 2019 KL67
- 2019 KM67
- 2019 KN67
- 2019 KO67
- 2019 KP67
- 2019 KQ67
- 2019 KR67
- 2019 KS67
- 2019 KT67
- 2019 KU67
- 2019 KV67
- 2019 KW67
- 2019 KX67
- 2019 KY67
- 2019 KZ67
- 2019 KA68
- 2019 KB68
- 2019 KC68
- 2019 KD68
- 2019 KE68
- 2019 KF68
- 2019 KG68
- 2019 KH68
- 2019 KJ68
- 2019 KK68
- 2019 KL68
- 2019 KM68
- 2019 KN68
- 2019 KO68
- 2019 KP68
- 2019 KQ68
- 2019 KR68
- 2019 KS68
- 2019 KT68
- 2019 KU68
- 2019 KV68
- 2019 KW68
- 2019 KX68
- 2019 KY68
- 2019 KZ68
- 2019 KA69
- 2019 KB69
- 2019 KC69
- 2019 KD69
- 2019 KE69
- 2019 KF69
- 2019 KG69
- 2019 KH69
- 2019 KJ69
- 2019 KK69
- 2019 KL69
- 2019 KM69
- 2019 KN69
- 2019 KO69
- 2019 KP69
- 2019 KQ69
- 2019 KR69
- 2019 KS69
- 2019 KT69
- 2019 KU69
- 2019 KV69
- 2019 KW69
- 2019 KX69
- 2019 KY69
- 2019 KZ69
- 2019 KA70
- 2019 KB70
- 2019 KC70
- 2019 KD70
- 2019 KE70
- 2019 KF70
- 2019 KG70
- 2019 KH70
- 2019 KJ70
- 2019 KK70
- 2019 KL70
- 2019 KM70
- 2019 KN70
- 2019 KO70
- 2019 KP70
- 2019 KQ70
- 2019 KR70
- 2019 KS70
- 2019 KT70
- 2019 KU70
- 2019 KV70
- 2019 KW70
- 2019 KX70
- 2019 KY70
- 2019 KZ70
- 2019 KA71
- 2019 KB71
- 2019 KC71
- 2019 KD71
- 2019 KE71
- 2019 KF71
- 2019 KG71
- 2019 KH71
- 2019 KJ71
- 2019 KK71
- 2019 KL71
- 2019 KM71
- 2019 KN71
- 2019 KO71
- 2019 KP71
- 2019 KQ71
- 2019 KS71
- 2019 KT71
- 2019 KU71
- 2019 KV71
- 2019 KW71
- 2019 KX71
- 2019 KY71
- 2019 KZ71
- 2019 KA72
- 2019 KB72
- 2019 KC72
- 2019 KD72
- 2019 KE72
- 2019 KF72
- 2019 KG72
- 2019 KH72
- 2019 KJ72
- 2019 KK72
- 2019 KL72
- 2019 KM72
- 2019 KN72
- 2019 KO72
- 2019 KP72
- 2019 KQ72
- 2019 KR72
- 2019 KS72
- 2019 KT72
- 2019 KU72
- 2019 KV72
- 2019 KW72
- 2019 KX72
- 2019 KY72
- 2019 KZ72
- 2019 KA73
- 2019 KB73
- 2019 KC73
- 2019 KD73
- 2019 KE73
- 2019 KF73
- 2019 KG73
- 2019 KJ73
- 2019 KK73
- 2019 KL73
- 2019 KM73
- 2019 KN73
- 2019 KO73
- 2019 KP73
- 2019 KQ73
- 2019 KR73
- 2019 KS73
- 2019 KT73
- 2019 KU73
- 2019 KV73
- 2019 KX73
- 2019 KY73
- 2019 KZ73
- 2019 KA74
- 2019 KB74
- 2019 KC74
- 2019 KD74
- 2019 KE74
- 2019 KF74
- 2019 KG74
- 2019 KH74
- 2019 KJ74
- 2019 KK74
- 2019 KL74
- 2019 KM74
- 2019 KN74
- 2019 KQ74
- 2019 KR74
- 2019 KS74
- 2019 KT74
- 2019 KU74
- 2019 KV74
- 2019 KW74
- 2019 KX74
- 2019 KY74
- 2019 KZ74
- 2019 KA75
- 2019 KB75
- 2019 KC75
- 2019 KE75
- 2019 KF75
- 2019 KG75
- 2019 KH75
- 2019 KJ75
- 2019 KK75
- 2019 KL75
- 2019 KM75
- 2019 KN75
- 2019 KO75
- 2019 KP75
- 2019 KQ75
- 2019 KR75
- 2019 KS75
- 2019 KT75
- 2019 KU75
- 2019 KV75
- 2019 KW75
- 2019 KX75
- 2019 KY75
- 2019 KZ75
- 2019 KA76
- 2019 KB76
- 2019 KC76
- 2019 KD76
- 2019 KE76
- 2019 KF76
- 2019 KG76
- 2019 KH76
- 2019 KJ76
- 2019 KK76
- 2019 KL76
- 2019 KM76
- 2019 KN76
- 2019 KO76
- 2019 KP76
- 2019 KR76
- 2019 KS76
- 2019 KT76
- 2019 KU76
- 2019 KV76
- 2019 KW76
- 2019 KX76
- 2019 KY76
- 2019 KZ76
- 2019 KA77
- 2019 KB77
- 2019 KC77
- 2019 KD77
- 2019 KE77
- 2019 KF77
- 2019 KG77
- 2019 KH77
- 2019 KJ77
- 2019 KK77
- 2019 KL77
- 2019 KM77
- 2019 KN77
- 2019 KO77
- 2019 KP77
- 2019 KQ77
- 2019 KS77
- 2019 KT77
- 2019 KU77
- 2019 KV77
- 2019 KW77
- 2019 KX77
- 2019 KY77
- 2019 KA78
- 2019 KB78
- 2019 KC78
- 2019 KD78
- 2019 KE78
- 2019 KF78
- 2019 KG78
- 2019 KH78
- 2019 KJ78
- 2019 KK78
- 2019 KM78
- 2019 KN78
- 2019 KO78
- 2019 KP78
- 2019 KQ78
- 2019 KR78
- 2019 KS78
- 2019 KT78
- 2019 KU78
- 2019 KV78
- 2019 KW78
- 2019 KX78
- 2019 KY78
- 2019 KZ78
- 2019 KA79
- 2019 KC79
- 2019 KD79
- 2019 KE79
- 2019 KF79
- 2019 KG79
- 2019 KH79
- 2019 KJ79
- 2019 KK79
- 2019 KL79
- 2019 KM79
- 2019 KN79
- 2019 KO79
- 2019 KP79
- 2019 KQ79
- 2019 KR79
- 2019 KS79
- 2019 KT79
- 2019 KU79
- 2019 KV79
- 2019 KW79
- 2019 KX79
- 2019 KY79
- 2019 KZ79
- 2019 KA80
- 2019 KB80
- 2019 KC80
- 2019 KD80
- 2019 KE80
- 2019 KF80
- 2019 KG80
- 2019 KH80
- 2019 KJ80
- 2019 KK80
- 2019 KL80
- 2019 KM80
- 2019 KN80
- 2019 KO80
- 2019 KP80